# 浦田有
浦田 有（うらた ゆう、1989年11月28日 - ）は、日本の女優。
神奈川県伊勢原市出身、フリーランスで活動している。

## 来歴
幼少期は近所に同世代の子どもが少なく、良く遊んでいた友達は近所の牧場の牛だった。3歳から水泳を9年間、小学校3年生から大学まで11年間バスケットボールをしており、プロを目指していた時期もあった。東京農業大学在学中、就職活動を辞め、子どもの頃からの夢である女優になる事を決意。
2010年知り合った劇団に声をかけられ、大学卒業と同時に小劇場の舞台に出演する事になり、女優業をスタート。同年12月映像初出演である東京タワーCM 「雪の結晶編」(浜口泰昭監督) の主演を勤め、同作品は東京タワーCMコンテストでグランプリを受賞。
2020年に製作された短編映画「MICHIKO」(監督 賀川良)に出演し、インドで行われた映画祭「Continental film Awards」「URUVATTI international film festival」「Accord Cine Fest (インド Mumbai)」の3つの映画祭で最優秀助演女優賞を受賞。
また、芸能活動以外にも、2014年10月より、ペットシッターの事業所を東京都で独立開業し「わんにゃんヘルパー ポンタ・デ・ポンタ」の代表を務める。

## 人物
身長157cm、血液型A型。

### 趣味
クレー射撃、サッカー観戦（湘南ベルマーレ）、ドライブ、日本酒研究

### 資格
銃砲所持許可免許、愛玩動物飼養管理士1級、動物取扱責任者（東京都認定）、普通自動車免許

## 受賞歴
- Continental film Awards(1st edition) 最優秀アジア助演女優賞（2021年1月、短編映画「 MICHIKO 」監督 賀川良）
- URUVATTI international film festival 最優秀助演女優賞（2020年12月、短編映画「 MICHIKO 」監督 賀川良）
- Accord Cine Fest ( インド Mumbai) 最優秀助演女優賞 （2020年11月、短編映画「 MICHIKO 」監督 賀川良）

## 出演

### ドラマ
- 白い濁流（2021年08月、NHK BS プレミアム）レギュラー
- 新春ドラマスペシャル「デリバリーお姉さん 」（2016年1月、テレビ神奈川）
- 東映× TBS 企画 ドラマ『キスノカタチ』[4]小林豊主演「同級生」(2016年4月、AbemaTV、テレビ神奈川）

### 映画
- 風が通り抜ける道（2024年公開 イオンエンターテイメント/沖縄国際映画祭正式出品作品）
- 未来の俺が俺のオカズにまで口を出してきてどうしていいかわからない（2020年6月）
- タコノアシ 絶滅危惧種の恋（2018年12月、八王子映画祭 日本閣賞）
- はじまりの日 ベーシックインカム元年（2018年3月）
- 龍帝（2015年7月、JAPAN EXPO 公式上映作品）
- 日々ロック（2014年11月）
- 東京難民（2014年2月）
- アスペルガーレイヴ（2013年2月、夕張国際ファンタスティック映画祭上映作品）
- 新・スパイガール大作戦＃ 006 ～惑星グリーゼの反乱～（2012年8月）

### 舞台
- 恋におちて～嘘も愛、されど愛に嘘はなし～（2022年3月5月10月、水澤心吾朗読劇）
- カメレオン賛歌 （2020年3月11月、劇団燦グリア第 8 回公演 ミュージカル）
- 羊たちの午後（2019年9月、謎のキューピー第 15 回公演）
- Try Again （2019年3月、劇団燦グリア第 7 回公演 ミュージカル）
- ゾ・ゾ・ゾンビ（2019年2月、謎のキューピー第 14 回公演）
- スピリット！（2018年3月、劇団燦グリア第 6 回公演 ミュージカル）
- 猫の失踪（2017年10月、創作ユニットたまに）

### Ｃ Ｍ
- 白亜建設（2021年10月、Fm yokohama 84.7 FMヨコハマ） - ナレーション
- こだわりレモンサワー檸檬堂 カミソリレモン（2021年1月、日本コカ・コーラ社）
- LUCIDO スタイリングシリーズ「失うもの」篇（2016年3月、mandom）
- 都営地下鉄のマナー向上 CM 「 GOOD MANNERS TOKYO 」（2015年10月、カルビー株式会社提供）
- 余韻（2015年4月、サントリーホール PV ）
- Odaiba（2013年4月、観光庁公式 CM DISCOVER the S PIRIT of JAPAN）
- 雪の結晶編（2010年12月、東京タワー）

### ラジオ
- OTTAVA [ プレゼンタープログラム 福田滋：浦田有 ] 2025年8月〜レギュラー出演

- God Bless Saturday〜沖縄 ﾁｬﾝﾌﾟﾙｰ SPECIAL〜（2022年5月、fm yokohama）特別ゲスト[5]
- Tresen Fiday（2022年5月、fm yokohama）特別 リポータ ー
- PRIME TIME（2021年6月、fm yokohama）特別ゲスト
- Get the glory（2019年4〜6月、レディオ湘南）パーソナリティ
- ハードボイルドバンザイ（2018年2月 fm yokohama）アシスタント
- 岡村洋一のシネマストリート（2011年7月〜2014年11月、かわさき FM）レギュラーレポーター

### 紙面
- タウンニュース 神奈川県伊勢原版（2020年12月）一面
- 渋谷センター街名物おやじジミーの親孝行娘（2018年4月、夕刊フジ）
- Peiku Magazin 7月号 ペットビジネス最前線（2015年7月、ペイク）
- いぬのきもち ５月号 おすすめショップコーナー（2015年5月、ベネッセ）